# Professional Women’s Hockey Players Association
Die Professional Women’s Hockey Players Association (PWHPA) ist eine Sportlerinnen-Vereinigung, die sich für die Förderung des professionellen Fraueneishockey-Sports in Nordamerika einsetzt. Die gewerkschaftsartige Organisation hat die Rechtsform einer gemeinnützigen 501(c)(6) organization. Ihr Ziel ist die Einrichtung eines professionellen, finanziell und in Sachen Nachwuchsförderung tragfähigen Fraueneishockey-Ligabetriebs.
Die PWHPA wurde 2019 infolge der Auflösung der kanadischen Canadian Women’s Hockey League gegründet. Es herrschte Unzufriedenheit der Spielerinnen mit den Bedingungen der einzigen vergleichbaren Spielklasse, der US-amerikanischen National Women’s Hockey League. Durch die Auflösung jener zwischenzeitlich in Premier Hockey Federation umbenannten Liga und Gründung der Professional Women’s Hockey League im Jahr 2023 erreichte die Organisation eines ihrer Hauptziele.

## Geschichte
In der Vergangenheit waren Fraueneishockeyligen ausschließlich Amateurligen und boten keinerlei Bezahlung oder andere Vergütung. Mit zunehmender Popularität des Sports bei Frauen wurde ab dem Jahr 1990 die Eishockey-Weltmeisterschaft der Frauen von der Internationale Eishockey-Föderation (IIHF) ausgetragen und ab 1998 Fraueneishockey in das olympische Programm aufgenommen. Ab den 1990er Jahren wurden mehrere semiprofessionelle Ligen in Kanada und den Vereinigten Staaten gegründet, so die kanadische National Women’s Hockey League (1999–2007) und die Canadian Women’s Hockey League (CWHL) im Jahr 2007. Die CWHL nannte sich selbst eine professionelle Liga, zahlte jedoch nur Reisekosten, die Eismiete, die Spielerkleidung sowie kleinere Beträge für die Spielerausrüstung. Von 2011 bis 2015 war die CWHL die einzige Eishockeyliga für Frauen in Nordamerika.

### Zwei Ligen in Nordamerika
Im Jahr 2015 wurde in den Vereinigten Staaten die National Women’s Hockey League (NWHL) ins Leben gerufen und war die erste Fraueneishockeyliga, die ihren Spielerinnen ein Gehalt zahlte, das jedoch als nicht ausreichend zum Leben empfunden wurde. Zwei Jahre später zog die CWHL nach und begann, ihren Spielern ein Stipendium zu zahlen.
Nach der Saison 2018/19 stellte die CWHL den Spielbetrieb ein, da die Konkurrenz um Sponsoren zwischen der CWHL und der NWHL, mangelnde Zuschauerzahlen und reduzierte Einnahmen aus einer Partnerschaft mit der Volksrepublik China dazu führten, dass die Liga finanziell nicht haltbar war. Am 2. Mai 2019 veröffentlichten über 200 Spieler – sowohl der CWHL als auch der NWHL – eine gemeinsame Erklärung, in der sie ihre Absicht ankündigten, in der Saison 2019/20 an keiner nordamerikanischen Profiliga teilzunehmen, und verwiesen auf ihre Unzufriedenheit mit den Bedingungen beider Ligen, da beide weder für eine Krankenversicherung sorgten, noch ein ausreichendes Gehalt zahlten. Die NWHL gab an, intensiv auf Sponsorensuche zu sein und auf eine Erhöhung der Spielergehälter zu hoffen. Zudem versprach die Liga den Spielerinnen einen 50-prozentigen Anteil der Einnahmen aus Liga-Sponsoring und Medienverträgen.

### Wirken der Professional Women’s Hockey Players Association
Am 20. Mai 2019 wurde die PWHPA als gemeinnützige Organisation gegründet. Die Ziele der Organisation sind eine professionelle Fraueneishockeyliga, die Spielerinnen finanzielle und materielle Unterstützung zusichert, eine Krankenversicherung zahlt und Trainingsprogramme für junge Spielerinnen finanziert. Da eine große Anzahl nordamerikanischer Spieler die NWHL boykottierte, waren mehr als die Hälfte der Mannschaftskader der NWHL-Saison 2019/20 Neulinge in der Liga.

Dream Gap Tour 2019
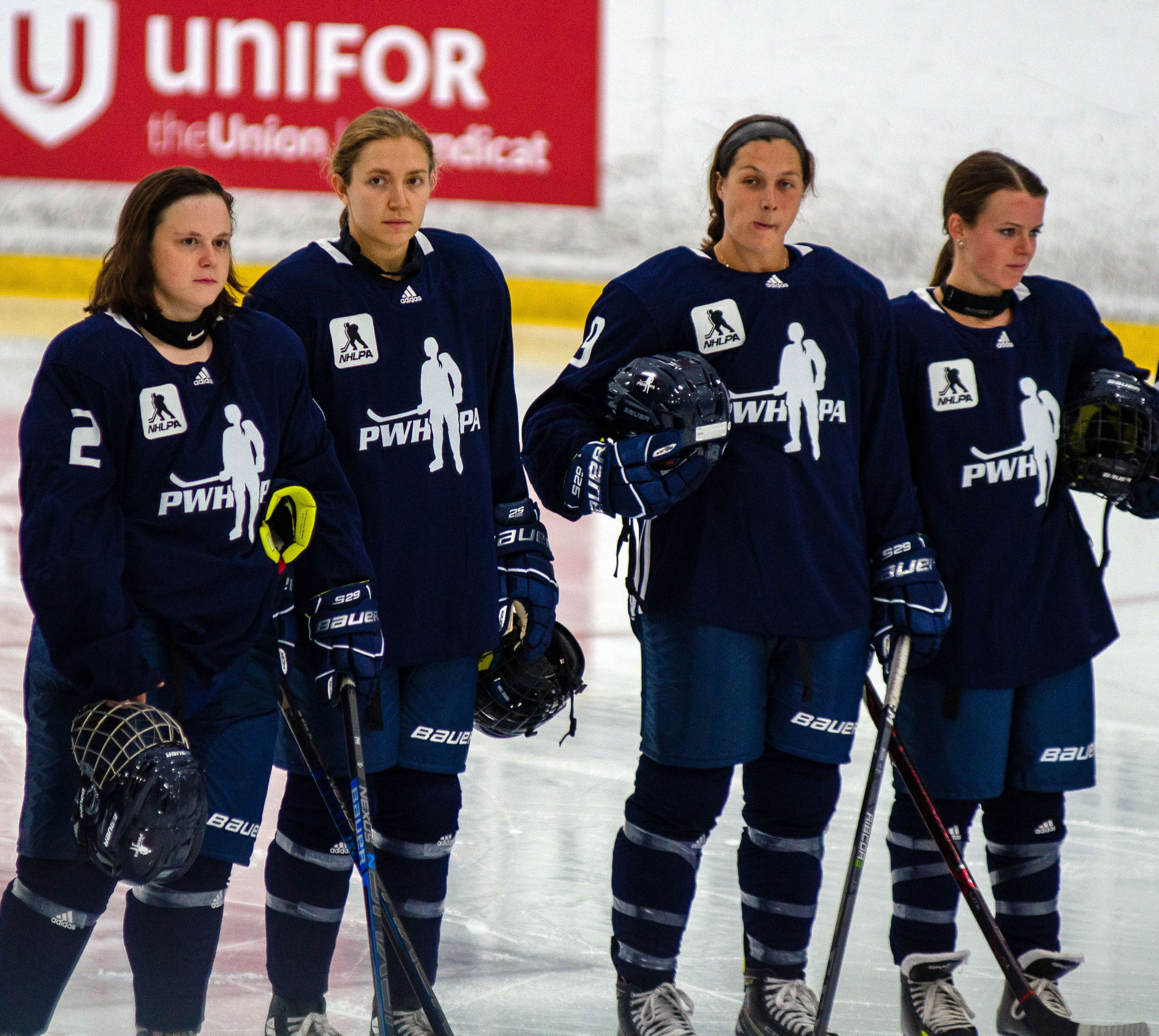
Spielerinnen der…
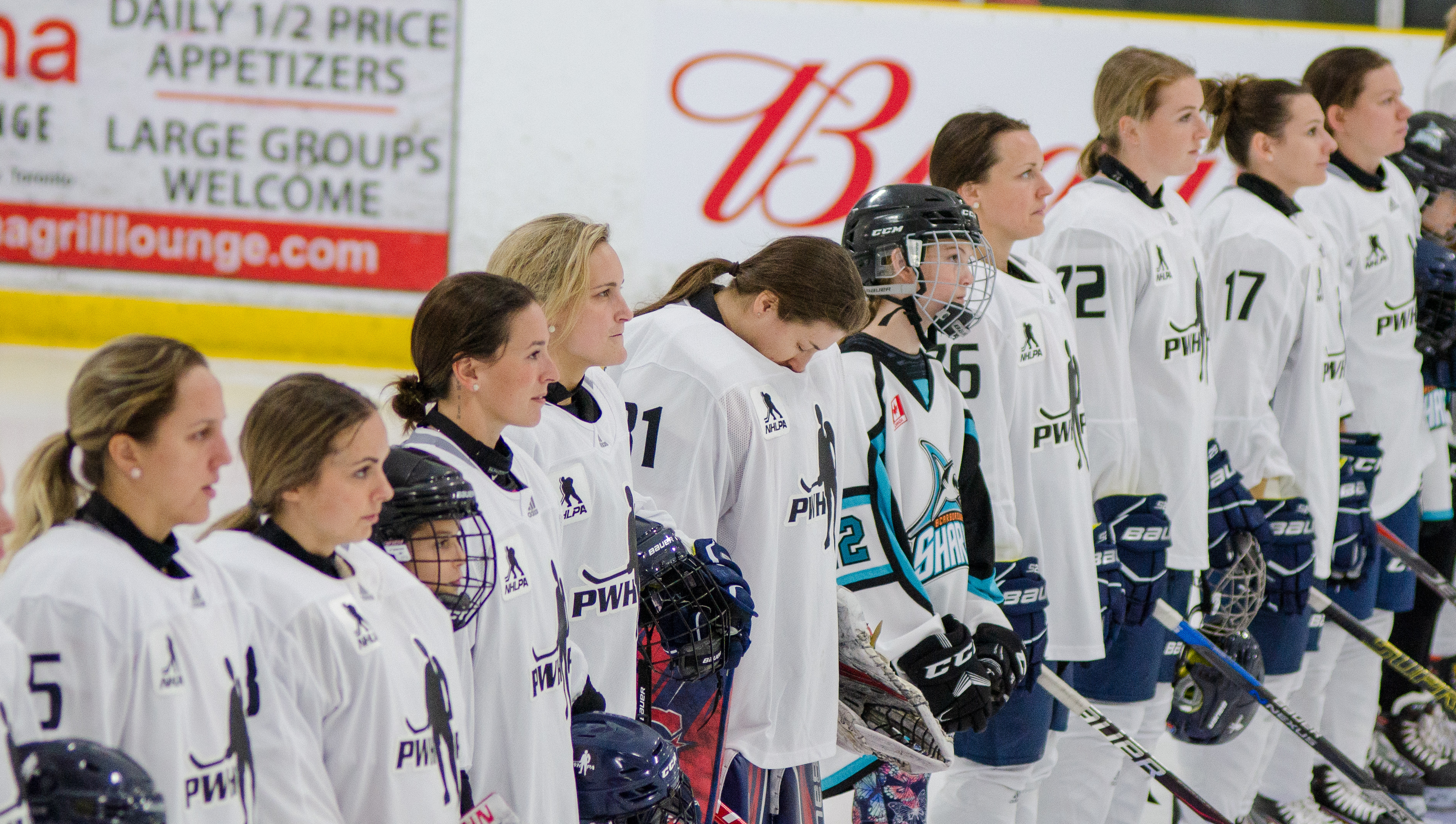
…PWHPA im September 2019
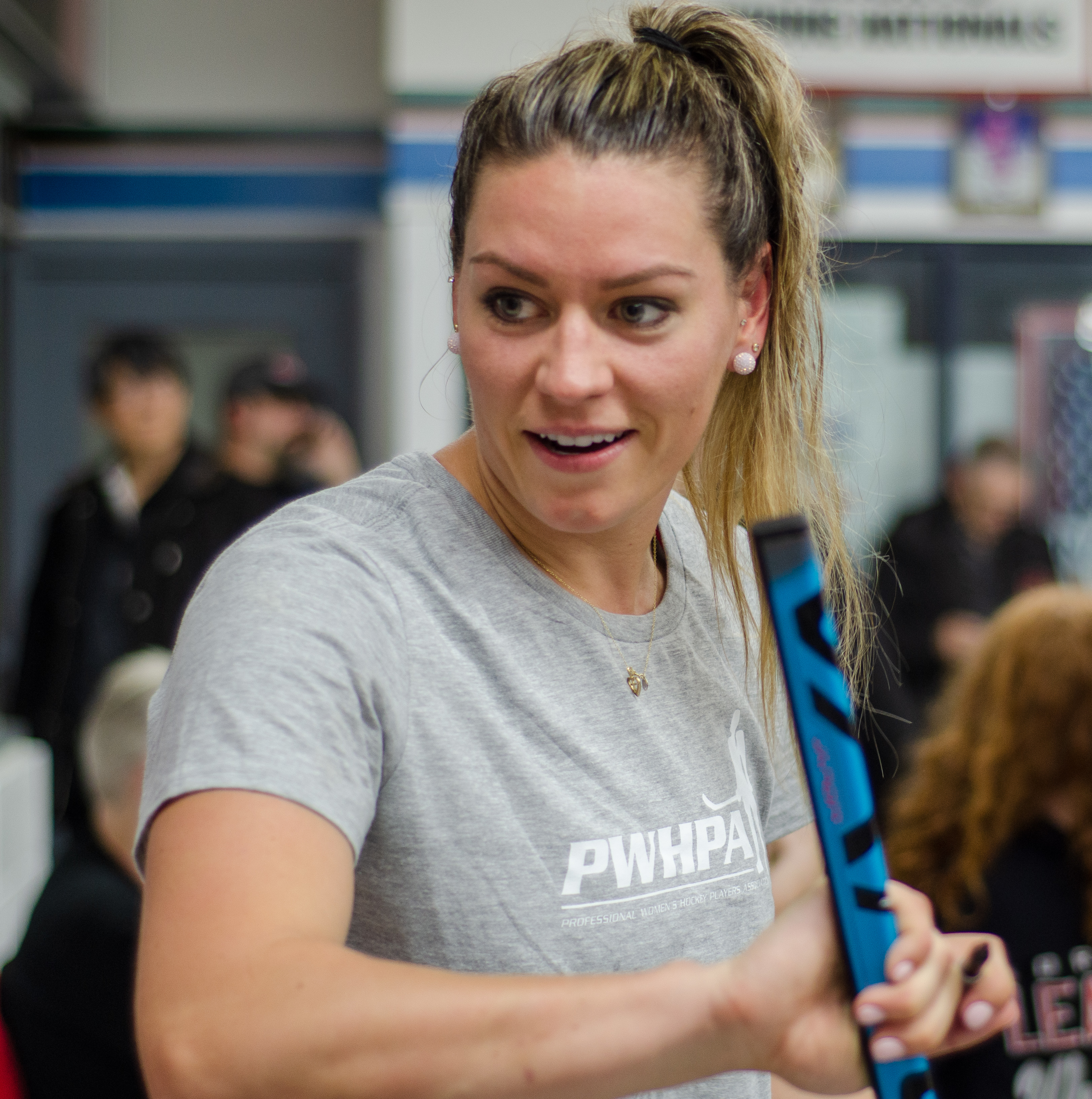
Natalie Spooner
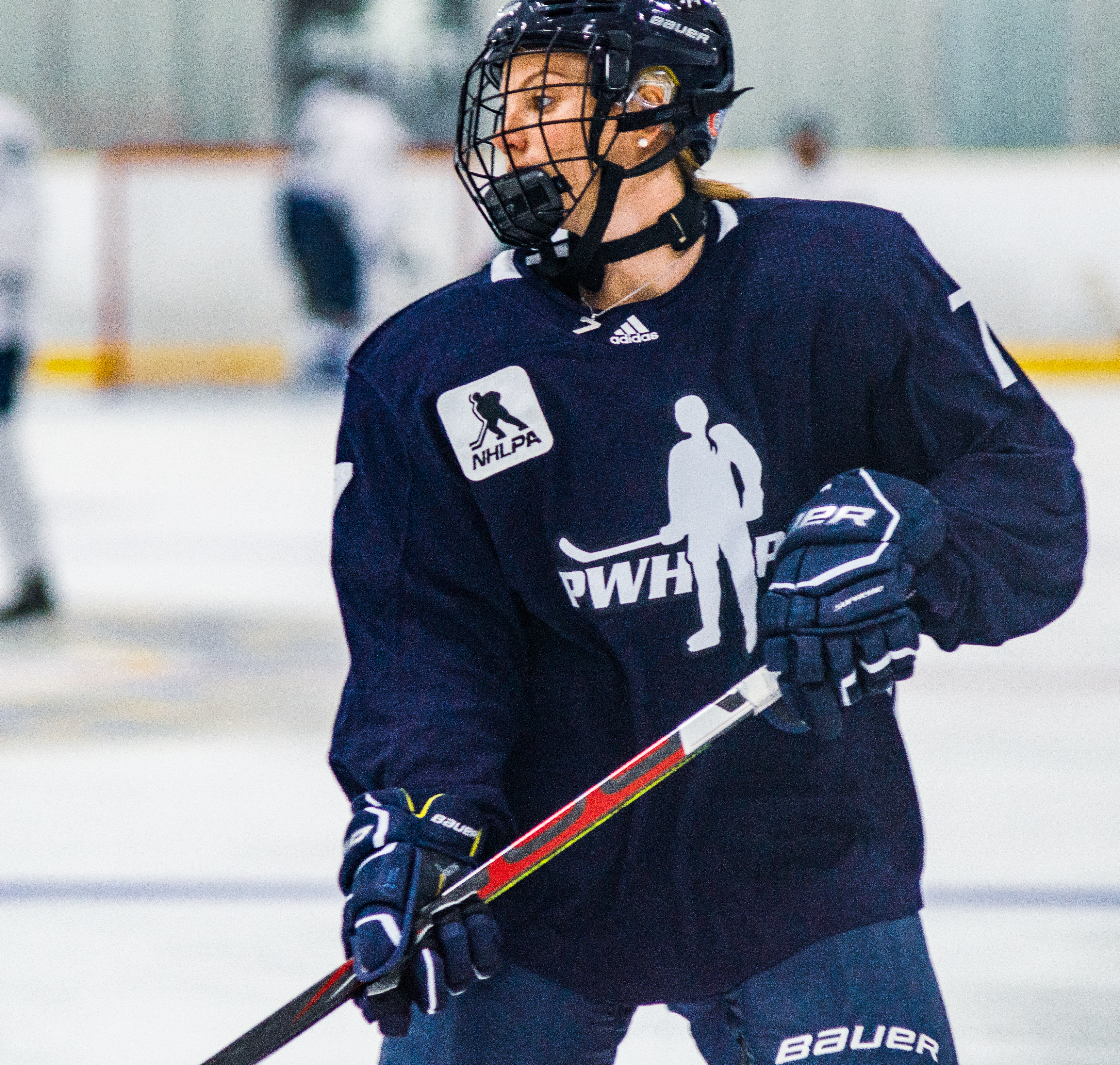
Laura Stacey (2019)
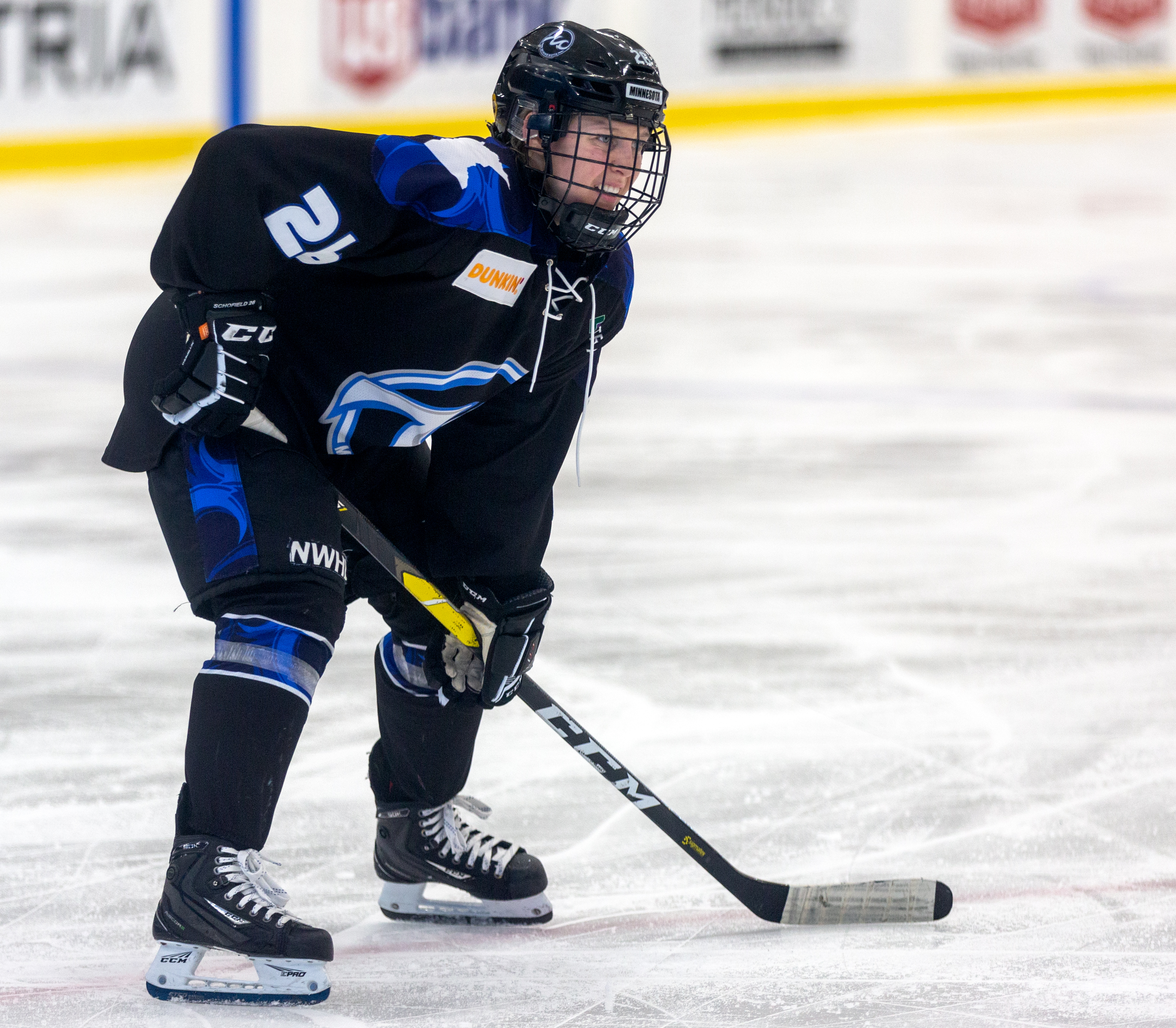
Kendall Coyne Schofield (2019)

Aufgrund des Boykotts der NWHL beschlossen die Mitglieder der PWHPA, auf einer Tournee durch verschiedene nordamerikanische Städte Promotionsspiele unter dem Namen Dream Gap Tour auszutragen. Vor dem Start der Dream Gap Tour ging die National Hockey League Players’ Association (NHLPA) im September 2019 eine Partnerschaft mit der PWHPA ein.
In der Saison 2020/21 wurden die Spielerinnen der PWHPA an fünf Standorten zentralisiert und spielten ab Januar 2021 erneut im Rahmen der Dream Gap Tour. In der Saison 2022/23 wurden die Spielerinnen erstmals vier festen Teams zugeordnet und am Saisonende erstmals der Secret Cup an die bestplatzierte Mannschaft (Team Harvey’s) vergeben.
Die National Women’s Hockey League wurde zu Beginn der Spielzeit 2021/22 in Premier Hockey Federation umbenannt. Die Veränderungen waren im Lauf des Vorjahres verhandelt und eingeleitet worden, wobei es zu personellen Änderungen bei den Ligafunktionären und zu Anpassungen der Vertragsbedingungen für die Spielerinnen kam.

### Gründung der Professional Women’s Hockey League
Die PWHPA gründete im Jahr 2023 in Kooperation mit den Investoren Mark Walter Group und BJK Enterprises eine neue Liga. Die Professional Women’s Hockey League mit sechs eigenen Teams, drei in Kanada und drei in den Vereinigten Staaten, nahm Im Januar 2024 den Spielbetrieb auf. Der erste PWHL Draft fand im September 2023 in Toronto statt.
Auf diesem Weg soll eine Professionalisierung und Attraktivitätssteigerung des Fraueneishockeysports erreicht werden. Die Investoren hatten mit Wirkung zum Juni/Juli 2023 die Rechte an der Premier Hockey Federation gekauft und die Liga aufgelöst.
Die Kader der sechs Vereine der PWHL bestand aus jeweils 23 Spielerinnen. Damit stand insgesamt eine geringere Anzahl an Kaderplätzen zur Verfügung als zu Zeiten von National Women’s Hockey League und des parallelen Spielbetriebs der sie boykottierenden PWHPA. Spielerinnen mit laufendem Altvertrag, die nicht für eines der sechs neuen Franchises spielen konnten, erhielten eine Abfindungszahlung und Sozialleistungen.

## Vorstandsmitglieder

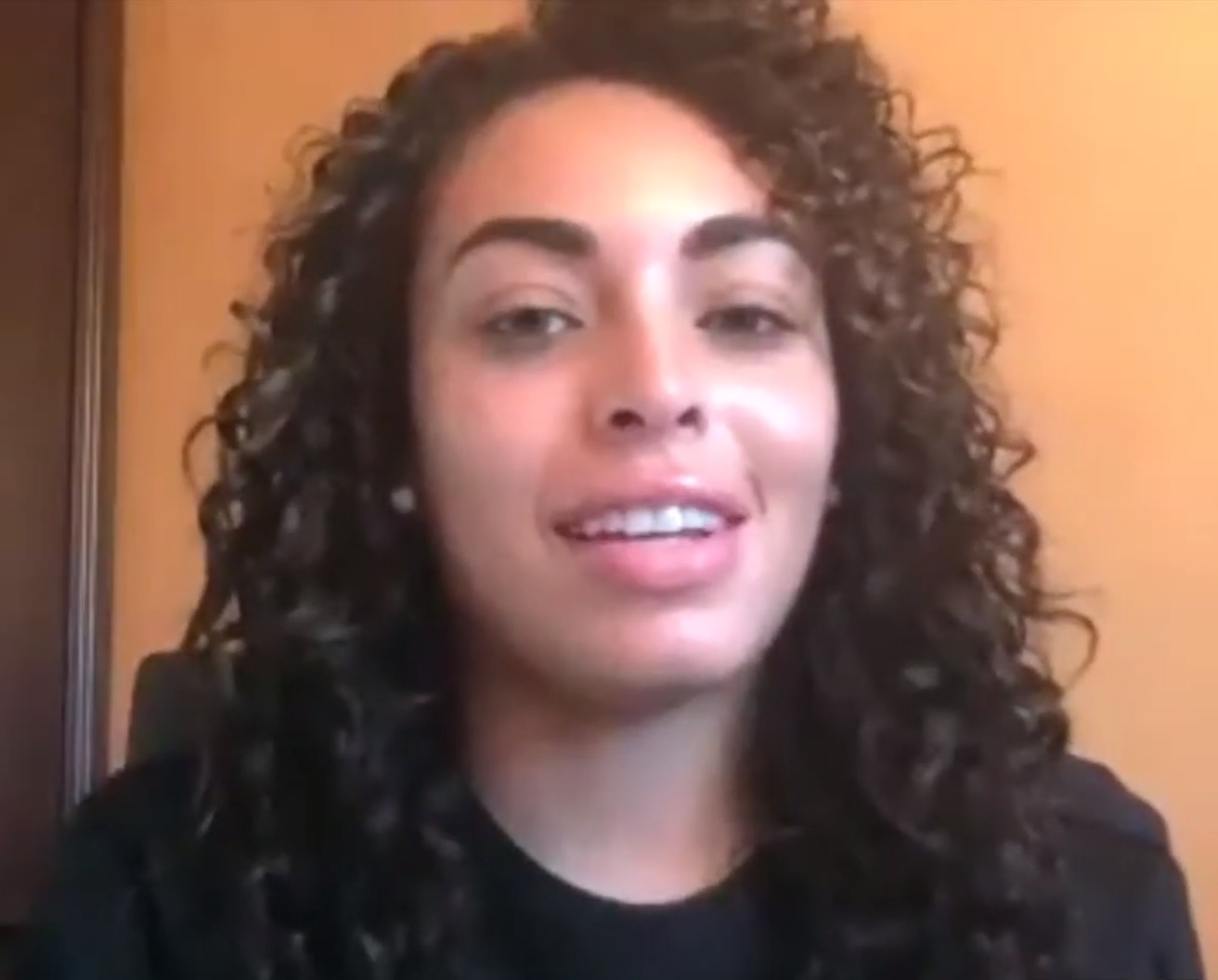
Sarah Nurse (2020)

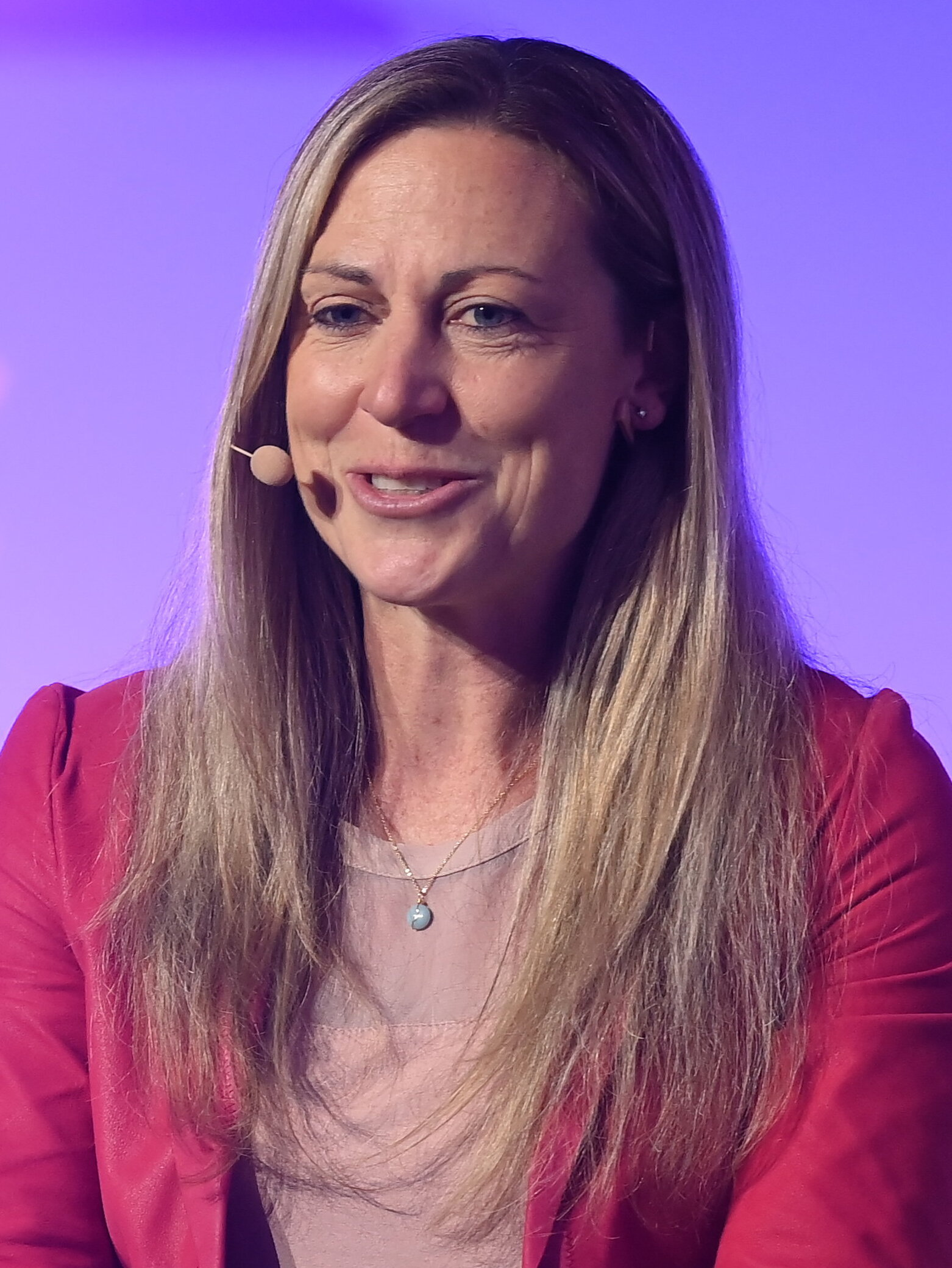
Jayna Hefford (2022)

- Jocelyne Lamoureux-Davidson[15]
- Karell Emard
- Alyssa Gagliardi
- Brianne Jenner
- Hilary Knight
- Sarah Nurse
- Noora Räty
- Kimberly Sass
- Kendall Coyne Schofield

Support Team:
- Jayna Hefford
- Ilana Kloss
- Laura Okmin
- Chelsea Purcell
- Alexis Miller